# Лавина (роман)
«Лави́на» (англ. Snow Crash, 1992) — научно-фантастический роман Нила Стивенсона. Как и многие другие книги Стивенсона, он находится на пересечении многих жанров и областей знания, включая историю, лингвистику и информатику; его называли как образцом жанра киберпанк, так и деконструкцией этого жанра. Авантюрный сюжет романа, помещённый в антиутопичное близкое будущее — XXI век, рассказывает о приключениях группы героев, впутанных в масштабный заговор по управлению сознанием масс людей с помощью вируса «Лавина», одновременно компьютерного и биологического. Он также затрагивает вопросы происхождения языка и сознания, необычным образом интерпретируя шумеро-аккадскую мифологию и уподобляя человеческий мозг компьютеру. В истории фантастики и футурологии особый след оставила изображённая в романе «метавселенная» — всемирное виртуальное пространство, в котором люди взаимодействуют друг с другом с помощью цифровых аватаров. Роман был номинирован на премию Британской ассоциации научной фантастики в 1993 году и на премию Артура Кларка в 1994 году.

## Сюжет
Книга описывает недалёкое, но мрачное будущее, где страны управляются корпорациями, мафия контролирует доставку пиццы, и весь мир объединяет трёхмерная виртуальная реальность, Метавселенная. Хиро Протагонист в реальной жизни — не слишком удачливый разносчик пиццы, но в Метавселенной он — известный хакер и воин-самурай. Только ему под силу остановить распространение Лавины: наркотика, опасного и в реальности и в Метавселенной, и спасти мир от Инфокалипсиса.
Дальнейшая история мира (спустя примерно два поколения) раскрыта в романе «Алмазный век».

## Влияние на реальную виртуальность
Книга быстро завоевала популярность у поклонников киберпанка. Впервые виртуальная реальность была описана так детально и зримо. Метавселенная вдохновила создателей многих виртуальных миров. Среди них:
- Second Life
- Active Worlds
- Uru: Ages Beyond Myst
- There
- The Palace
- Dotsoul
- Open Source Metaverse Project
- Virtual Object System

Термин «аватар», хотя и был впервые использован в 1986 году в компьютерной игре Habitat, стал популярным только после выхода «Лавины».
Бывший вице-президент Майкрософт Джей Аллард использует «Hiro Protagonist» как имя своего аватара в XBox.

## Экранизация в виде фильма или мини-сериала
В июне 2012 года компания Paramount Pictures сообщила, что готовится экранизация романа. Кресло режиссёра должен был занять Джо Корниш, получивший мировое признание после выхода комедийного научно-фантастического слэшер-боевика «Чужие на районе», который стал его режиссёрским дебютом, но в итоге отменили съемку.